# Imperiul Salonicului

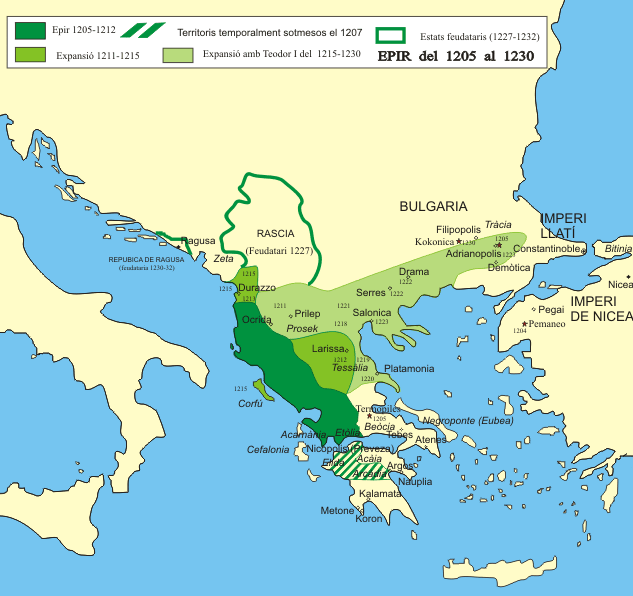
Expansiunea despotatului Epirului în vremea lui Teodor Comnen Dukas în 1205-1230

Imperiul Salonicului (în greacă Αυτοκρατορία της Θεσσαλονίκης) este un termen istoriografic convențional folosit de unii savanți moderni  pentru a se referi la statul grec bizantin de scurtă durată centrat pe orașul Salonic (care a fost al doilea oraș ca mărime al Imperiului Bizantin) între 1224 și 1246 și condus de dinastia 
Comnen Dukas din Epir.  În momentul fondării sale, Imperiul Tesalonicului, sub conducerea capabilă a lui Teodor Comnen Dukas, a rivalizat cu Imperiul de la Niceea și al doilea Imperiu Bulgar ca cel mai puternic stat din regiune și a aspirat la recucerirea Constantinopolului, pentru a pune capăt Imperiului Latin și pentru a restaura Imperiul Bizantin abolit în 1204.
Expansiunea Imperiului Salonicului a fost scurtă, încheindu-se cu dezastruoasa Bătălie de la Klokotnița împotriva Bulgariei din 1230, unde Teodor Comnen Dukas a fost făcut prizonier. Redus la un vasal al bulgarilor, fratele și succesorul lui Teodor, Manuel Comnen Dukas, nu a putut împiedica pierderea majorității cuceririlor fratelui său în Macedonia și Tracia, în timp ce nucleul original al statului, Epirul, s-a eliberat sub conducerea lui Mihail al II-lea Comnen Dukas. Teodor a recuperat Salonicul în 1237, punându-l pe tronul orașului pe fiul său Ioan Comnen Dukas și apoi pe Demetrios Angelos Dukas, în timp ce Manuel, cu sprijinul nicean, a pus mâna pe Tesalia. Conducătorii Tesalonicului au purtat titlul imperial din 1225/7 până în 1242, când au fost nevoiți să renunțe la el și să recunoască suzeranitatea imperiului rival de la Niceea. Dinastia Komnenodoukas a continuat să conducă ca despoți ai Tesalonicului încă patru ani după aceea, dar în 1246 orașul a fost anexat de Imperiul de la Niceea. Epirul și Tesalia au fost ocupate pentru scurtă vreme de Niceea. Mai important, victoria a deschis calea recuceririi niceiene a Constantinopolului. În cele din urmă Mihail Ducas Angelos Comnen Paleologul (fiul guvernatorului Salonicului, co-împărat al Imperiului de la Niceea cu Ioan al IV-lea Lascaris) și generalul său Alexios Strategopoulos au restaurat Imperiul Bizantin în 1261 după 57 de ani în care cetatea a fost sub stăpânirea Imperiului Latin.

## Context
După ce a patra cruciadă a cucerit Constantinopolul în aprilie 1204, Imperiul Roman de Răsărit s-a destrămat și a fost împărțit între liderii cruciați și Republica Veneția. Imperiul Latin a fost înființat chiar la Constantinopol, în timp ce majoritatea nordului și estului Greciei continentale au fost preluate de către Regatul cruciat al Tesalonicului condus de Bonifaciu de Montferrat. În același timp, două mari state grecești bizantine native au apărut pentru a-i provoca pe latini și pentru a revendica moștenirea bizantină, așa-numitul Imperiu de la Niceea condus de Teodor I Laskaris în Asia Mică și așa-numitul Despotat al Epirului în vestul Greciei condus de Mihail I Comnen Dukas, în timp ce un al treilea stat, așa-numitul Imperiu de la Trebizond, a avut o existență separată pe țărmurile îndepărtate ale Pontului. Mihail I Comnen Dukas și-a extins curând statul în Tesalia, iar succesorul său Teodor Comnen Dukas a capturat Tesalonicul în 1224. Astfel Regatul Salonicului a devenit parte a Despotatului Epirului.
În jurul anilor 1221–1222, țarul Ioan Asan al II-lea al Bulgariei a făcut o alianță de pace și de apărare reciprocă cu Teodor Comnen Dukas, conducătorul Despotatului Epirului. Asigurat prin acest tratat, Teodor a reușit să cucerească Tesalonic din mâinile Imperiului Latin de Constantinopol, precum și teritorii din Macedonia, inclusiv Ohrida, și astfel a reușit să înființeze Imperiul Salonicului.

## Ascensiune și declin
Cucerirea Salonicului, tradițional al doilea cel mai mare oraș al Imperiului Bizantin după Constantinopol, i-a permis lui Teodor să conteste pretențiile Imperiului de la Niceea la titlul imperial bizantin. Cu sprijinul episcopilor de sub stăpânirea sa, el a fost încoronat împărat la Salonic de către Arhiepiscopul de Ohrida, Demetrios Chomatenos. Data nu este cunoscută, dar a fost plasată fie în 1225, fie în 1227/8. După ce și-a declarat în mod deschis ambițiile imperiale, Teodor și-a îndreptat privirea spre Constantinopol. Doar împăratul de la Niceea Ioan al III-lea Ducas Vatatzes (domnie 1221-1254) și împăratul bulgar Ioan Asan al II-lea au fost suficient de puternici pentru a-l provoca. În încercarea de a anticipa acțiunile lui Teodor, niceenii au preluat Adrianopolul de la latini în 1225, dar Teodor a mărșăluit repede spre Tracia și i-a forțat pe niceeni să-și părăsească teritoriile europene. Teodor a avut astfel ocazia să atace Constantinopolul, dar din motive necunoscute a întârziat acest atac. Între timp, niceenii și latinii și-au soluționat diferențele și, deși s-a aliat oficial cu Teodor, Ioan al II-lea Asan a început discuțiile pentru o alianță dinastică între Imperiul Latin și Bulgaria. În 1230, Teodor a mărșăluit în cele din urmă împotriva Constantinopolului, dar în mod neașteptat și-a întors armata spre nord în Bulgaria. În Bătălia de la Klokotnița care a urmat, armata lui Teodor a fost distrusă complet și el însuși a fost luat captiv și mai târziu orbit.
Această înfrângere a micșorat brusc puterea Salonicului. Fiind un stat care a fost construit într-o expansiune militară rapidă și bazat pe capacitatea conducătorului său, administrația sa nu a reușit să facă față înfrângerii. Teritoriile sale din Tracia, precum și cea mai mare parte a Macedoniei și Albaniei au căzut rapid în mâinile bulgarilor, care au devenit astfel cea mai puternică putere din Balcani. Teodor a fost urmat la tron de fratele său Manuel. Acesta a controlat în continuare împrejurimile Salonicului, precum și ținuturile dinastiei din Tesalia și Epir, dar a fost obligat să se recunoască vasal al lui Asan. Pentru a păstra o oarecare libertate de manevre, Manuel s-a orientat chiar către vechii rivali ai fratelui său de la Niceea, oferindu-se să recunoască superioritatea lui Vatatzes dar și a Patriarhului Constantinopolului, care se găsea în Niceea. De asemenea, Manuel nu a putut să-l împiedice pe Mihail al II-lea Comnen Dukas, fiul bastard al fratelui său vitreg mai mare, Mihail I, să se întoarcă din exil după Klokotnița și să preia controlul asupra Epirului, unde se pare că s-a bucurat de un sprijin considerabil. În cele din urmă, Manuel a fost forțat să accepte faptul împlinit și l-a recunoscut pe Mihail al II-lea conducător al Epirului, sub propria sa suzeranitate. În acest sens, el i-a dat lui Mihail titlul de Despot. De la început, suzeranitatea lui Manuel a fost mai mult teoretică și, în 1236–37, Mihai a condus independent, preluând Corfu și eliberând charte și încheind tratate în nume propriu.
Conducerea lui Manuel a durat până în 1237, când a fost înlăturat printr-o lovitură de stat de către Teodor. Acesta din urmă a fost eliberat din captivitate și s-a întors în secret la Salonic după ce Ioan al II-lea Asan s-a îndrăgostit și s-a căsătorit cu fiica sa Irene. După ce a fost orbit, Teodor nu a putut revendica tronul pentru sine și l-a încoronat pe fiul său Ioan Comnen Dukas, dar a rămas adevărata putere din spatele tronului și regent virtual. Manuel a scăpat curând și a fugit la Niceea, unde i-a jurat loialitate lui Vatatzes. Astfel, în 1239, Manuel a fost lăsat să navigheze către Tesalia, unde a început să strângă o armată pentru a mărșălui spre Tesalonic. După ce a cucerit Larissa, Teodor i-a oferit o înțelegere, prin care el și fiul său vor păstra Tesalonic, Manuel va păstra Tesalia, în timp ce un alt frate, Constantin Comnen Dukas, va domni peste Aetolia și Acarnania, pe care le deținea ca un apanaj încă din anii 1220. Manuel a fost de acord și a condus Tesalia până la moartea sa în 1241, moment în care a fost rapid ocupată de Mihail al II-lea al Epirului.

## Preluarea de către Niceea
În 1241, după ce și-a asigurat conducerea, Teodor s-a dus la Niceea, dar acolo Vatatzes l-a ținut prizonier, iar în anul următor a pornit cu armata sa în Europa și a mărșăluit spre Salonic. Vatatzes a trebuit să-și întrerupă campania și să se întoarcă la Niceea când a aflat despre o invazie mongolă în Asia Mică, dar a reușit să-l sperie suficient pe Ioan Comnen Dukas pentru ca acesta să-i jure supunere: în schimbul renunțării la titlul său imperial și recunoașterii autorității niceene, lui Ioan i s-a permis să rămână domnitor al Salonicului cu titlul de Despot.
În 1244, Ioan a murit și a fost succedat de fratele său mai mic Demetrios Angelos Dukas. Demetrios a fost un conducător frivol care a devenit rapid nepopular în rândul supușilor săi. În 1246, Vatatzes a mărșăluit din nou spre Europa. Într-o campanie de trei luni, el a cucerit o mare parte din Tracia, precum și cea mai mare parte a Macedoniei din Bulgaria, care acum a devenit vasalul său, în timp ce Mihail al II-lea al Epirului și-a extins teritoriul și în vestul Macedoniei. După acest succes remarcabil, Vatatzes s-a îndreptat spre Salonic, unde cetățeni de frunte conspirau deja să-l răstoarne pe Demetrios și să-i predea orașul. Când Vatatzes a apărut în fața orașului, Demetrios a refuzat să iasă și să aducă un omagiu suzeranului său, dar susținătorii niceeni din interiorul orașului au deschis o poartă și au lăsat armata niceană să intre. Salonic a fost încorporat în statul niceean, cu Andronikos Palaiologos ca guvernator, în timp ce Demetrios a fost trimis într-un exil confortabil pe câteva moșii care i-au fost oferite în Asia Mică. În schimb, tatăl său a fost exilat la Vodena.

## Urmări
În ciuda sfârșitului statului de la Tesalonic, Mihail al II-lea al Epirului a fost cel care a continuat revendicările imperiale ale familiei sale. Mihail a încercat să cucerească Salonicul și să restabilească un puternic stat grec occidental capabil să conteste Niceea pentru supremație și moștenirea imperială bizantină. Un prim asalt în 1251–53, încurajat de bătrânul Teodor Comnen Dukas, a eșuat, iar Mihail a fost obligat să negocieze. Acest lucru nu l-a descurajat pe Mihail, astfel, după anul 1257, a căutat alianțe cu alte puteri împotriva amenințării tot mai mari a Niceei, inclusiv cu Principatul Ahaia (sau Principatul Morea) și Manfred al Siciliei. Ambițiile lui Mihail au fost spulberate totuși în Bătălia din Pelagonia (sau de la Kastoria) din vara anului 1259. În urma bătăliei din Pelagonia, chiar și Epirul și Tesalia au fost ocupate pentru scurt timp de niceeni. Mai important, victoria a deschis calea recuceririi niceene a Constantinopolului la 15 august 1261 și restaurarea Imperiului Bizantin sub Dinastia Paleolog.

## Conducători

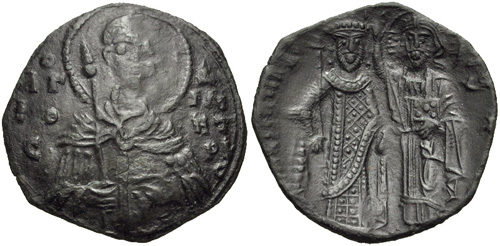
Monedă cu Manuel Dukas

Lista conducătorilor Comnen Dukas din Salonic:
- Teodor Comnen Dukas (1224–1230, împărat încoronat 1225/27)
- Manuel Comnen Dukas (1230–1237, împărat încoronat 1235/37)
- Ioan Comnen Dukas (1237–1242 ca împărat; 1242–1244 ca despot)
- Demetrios Angelos Dukas (1244–1246 ca Despot, vasal al niceenilor)